# Церковь Илии Пророка (Арзамас)
Церковь Илии Пророка — православный храм в городе Арзамасе Нижегородской области. Входит в состав благочиния города Арзамаса Нижегородской епархии.
Располагается рядом с церковью Андрея Первозванного. Раньше в здании располагался историко-художественный музей города Арзамаса. Построена в стиле русского барокко. До середины XVII века на этом месте находилась деревянная церковь «Николы за острогом».
Храм называется по имени своего левого придела — в честь пророка Илии. Однако главный престол храма был освящен в честь Успения Божией Матери, правый придел был посвящен Воздвижению Креста Господня.
В декабре 2014 года храм был передан Нижегородской епархии. Идут восстановительные работы.

## Галерея

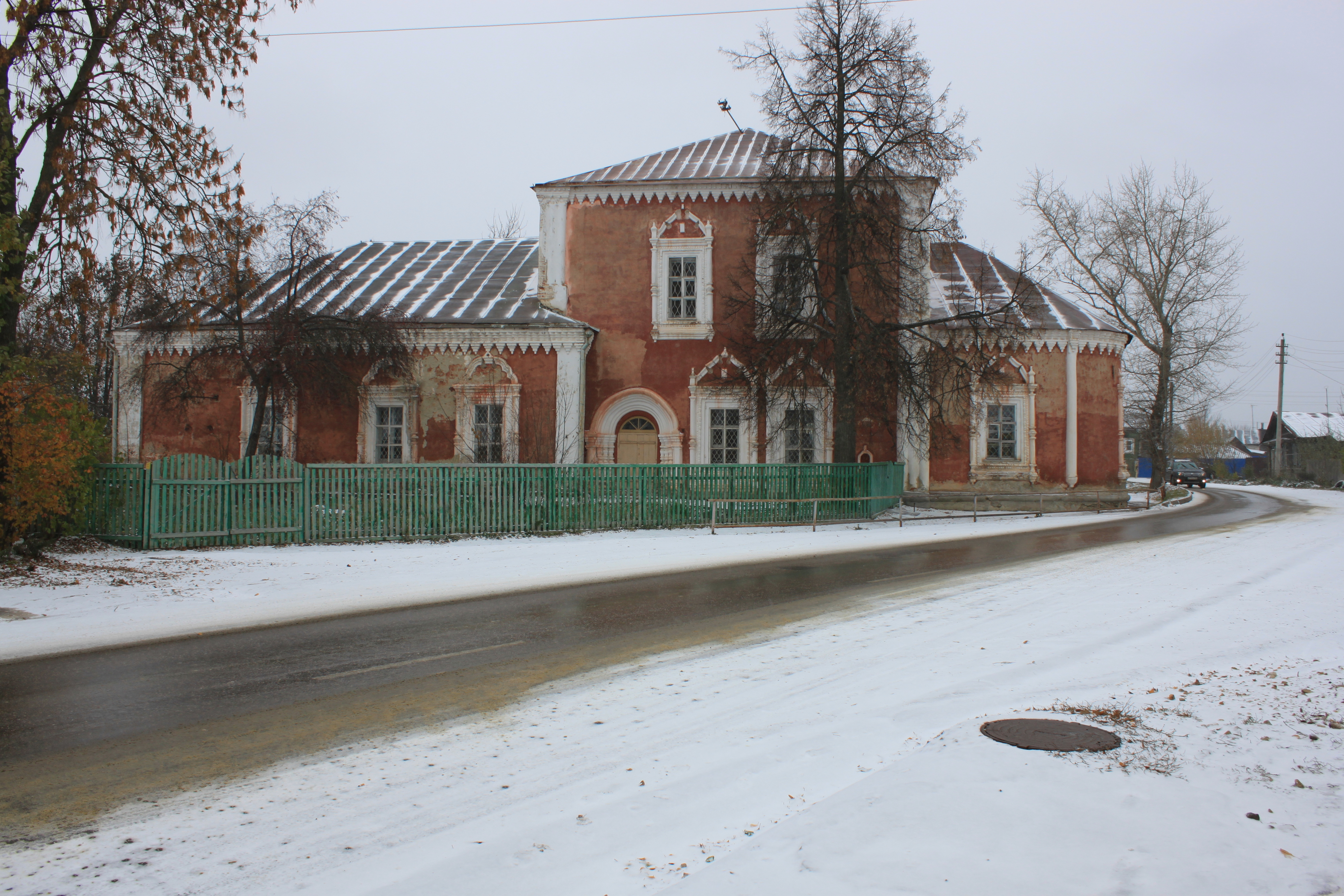
Церковь Илии Пророка
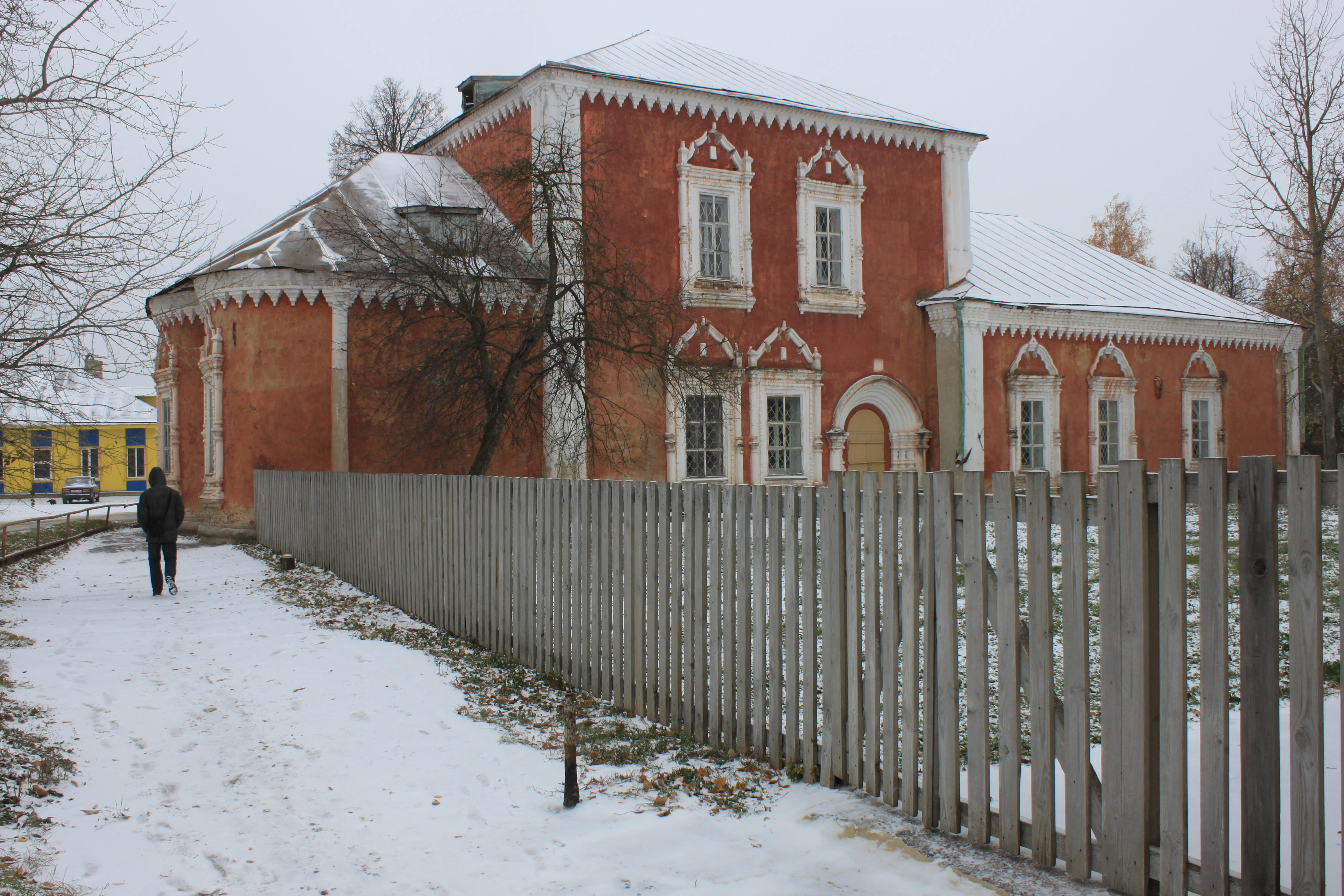
Церковь Илии Пророка